# Девети ав
Девети ав (на иврит: תִּשְׁעָה בְּאָב Тиш’а бе-ав) е ежегоден ден на пост в юдаизма, отбелязващ годишнината от няколко трагични събития в еврейската история, сред които разрушаването на Първия и Втория храм в Йерусалим. Това става чрез спазване в продължение на 25 часа на пет забрани – за ядене и пиене, за миене и къпане, за мазане с кремове и масла, за носене на обувки и за сексуални контакти. Девети ав попада в месеците юли или август по грегорианския календар.